# Alfred Martinet

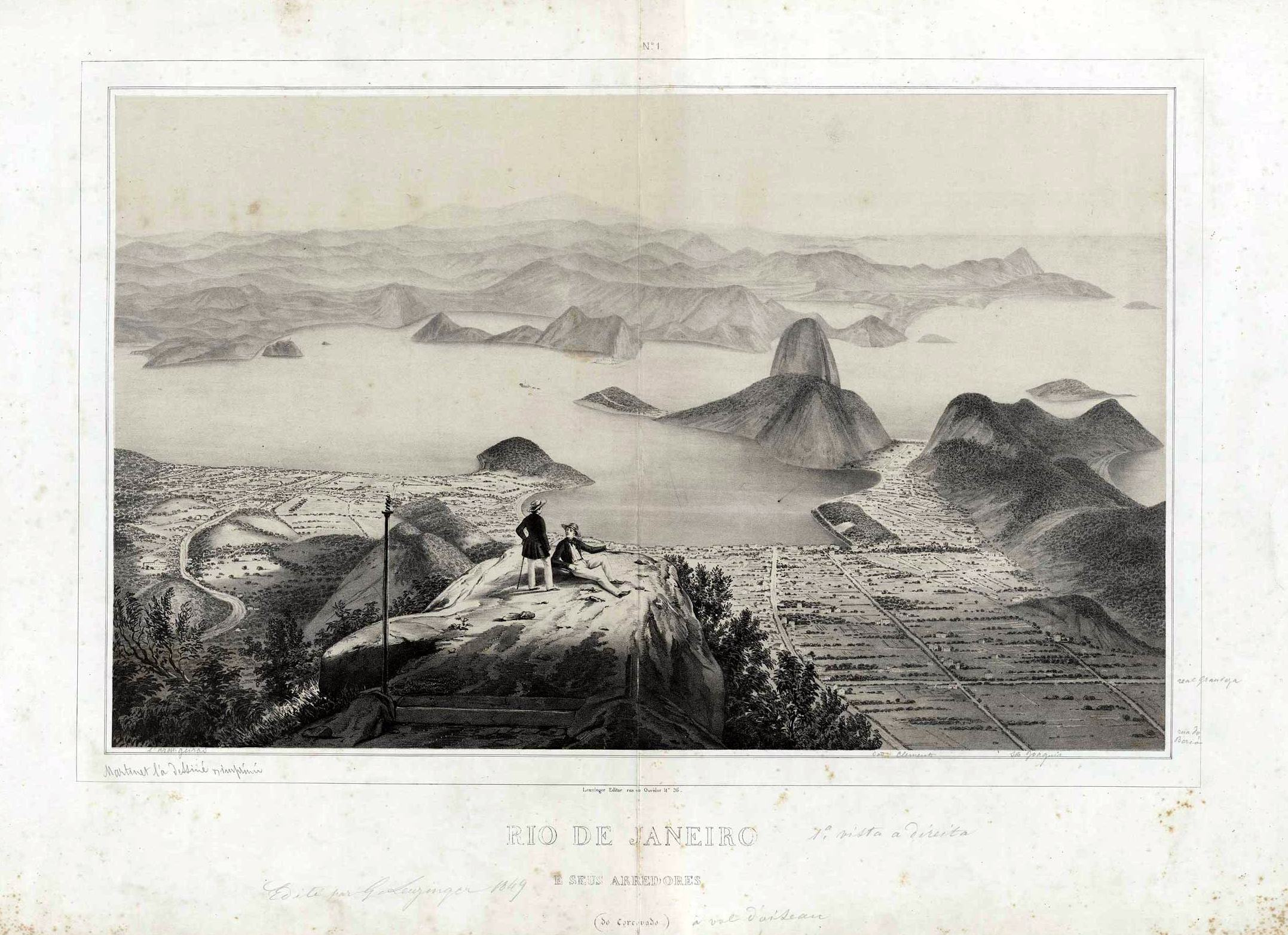
Alfred Martinet, Vista do Corcovado (gravura)

Joseph Alfred Martinet (França, 1821 — França, 1875) foi um gravurista (litógrafo) francês. Aportou no Rio de Janeiro vindo do Havre em 18 de janeiro de 1841 e trabalhou para a casa litográfica de Heaton & Rensburg e depois para a editora Eduardo e Henrique Laemmert. Criou e ilustrou o álbum O Brasil pitoresco, histórico e monumental, dedicado ao imperador D.Pedro II e publicado em 1847, pela Tipografia Universal de Laemmert. Em 1856, ilustrou o Álbum Pitoresco Musical de partituras de músicas com títulos de bairros do Rio de Janeiro, por exemplo, a polca Glória e a quadrilha Botafogo.

## Martinet noJornal do Commercio
Em 5 de abril de 1841 o Jornal do Commercio publicou na pág. 4 este "Aviso ao Público":
M. Alfred Martinet, artista retratista, offerece o seu prestimo às pessoas que se dignarem honra lo com sua confiança, ficando ellas persuadidas de antemão que no seu trabalho acharão todos os elementos que constituem o artista. Elle emprehende tambem diversos quadros, como paisagens, vistas de cidades e outras, e responde pelo seu zelo e exactidao dos seus quadros.
Em 5 de junho de 1846 o Jornal do Commercio publicou na pág. 4 este anúncio:
A LINDISSIMA VISTA DO BOTAFOGO desenhada e lithographada com rara habilidade pelo eximio artista o Sr. Martinet, e representando o mais apprazivel e pittoresco arrabalde do Rio de Janeiro com a maior fidelidade, nitidez e exactidão n’uma grande folha em excellente papel, se acha à venda por 5$ rs. [5 mil réis], em casa de E. e H. Laemmert, rua da Quitanda n. 77. Esta gravura se torna por sua perfeição um apreciável presente na Europa. Ha tambem alguns exemplares coloridos.